# Jesús Rafael Soto
Jesús Rafael Soto, född 5 juni 1923 i Cuidad Bolivar, Venezuela, död 14 januari 2005 i Paris var en venezuelansk opkonstnär, skulptör och målare.

## Biografi
Soto började sin konstnärliga karriär som pojke med att måla bioaffischer i sin födelsestad. Han fick sin konstnärliga utbildning på Escuela de Artes Plast y Artes Aplicadas i Caracas.
Soto ledde Escuela de Artes Plast i Maracaibo 1947-1950, då han flyttade till Paris där han började umgås med Yaacov Agam, Jean Tinguely, Victor Vasarely och andra konstnärer i samband med Salon des Réalités Nouvelles och Galerie Denise René. Sotos genombrottsverk under 1950- och 1960-talen var "geometriska abstrakta målningar, med hjälp av en begränsad och noggrant utvald samling av platta färger". Caroni, till exempel, är ett minimalistiskt arrangemang av statiska geometriska former i omodulerat silver, blått och svart bläck på vitt papper.
Soto skapade de så kallade Penetrables, interaktiva skulpturer som består av fyrkantiga matriser av tunna, dinglande rör mellan vilka åskådaren kan gå. Soto gjorde över 25 Penetrables i sin karriär. Det har sagts om Sotos konst att den är oskiljaktig från betraktaren- den kan bara anses klar i belysningen av vad sinnet uppfattar när pjäsen betraktas.

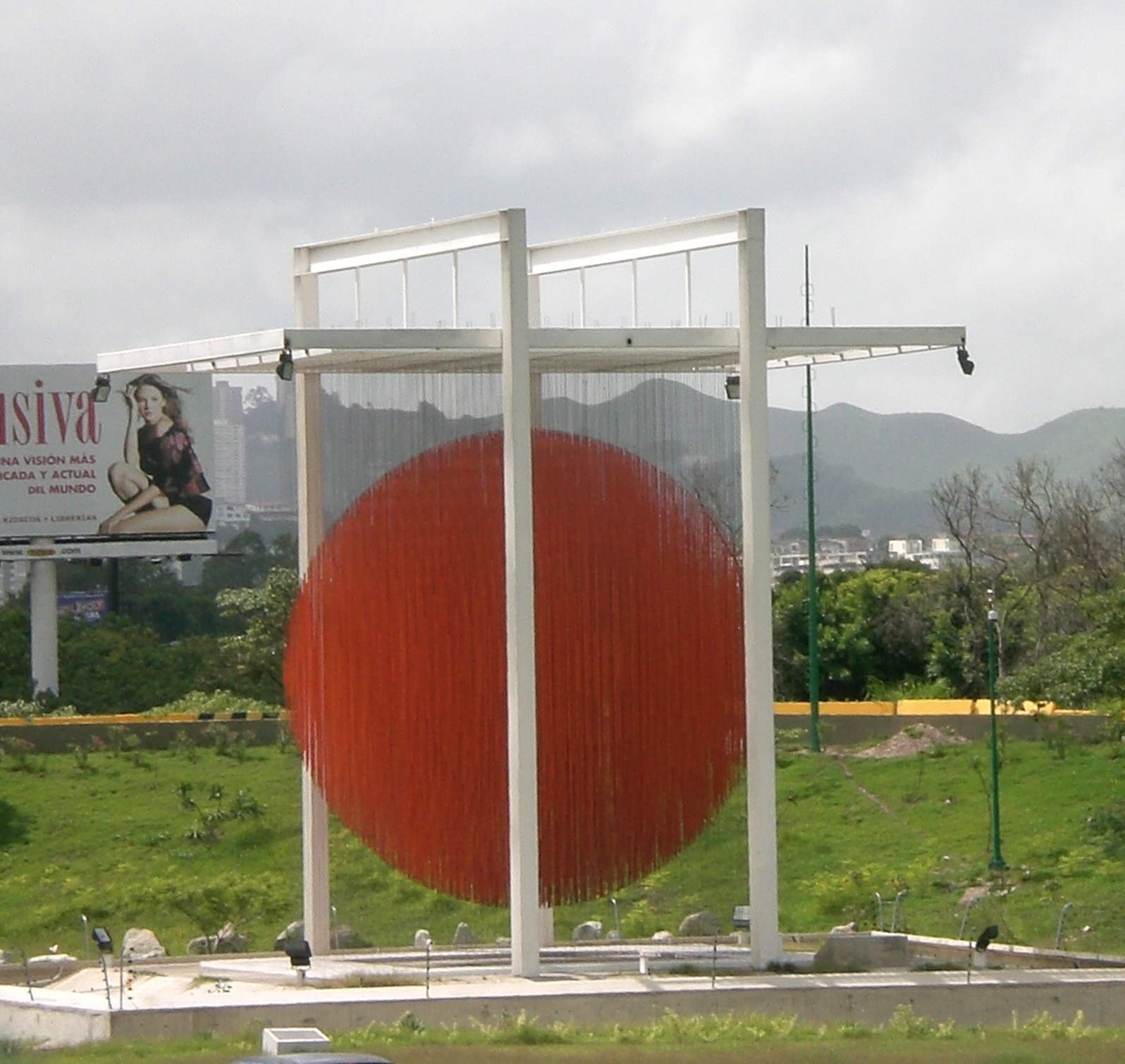
Sfär av Soto i Caracas.

År 1973, öppnade Jesús Soto Museum of Modern Art öppnade i Ciudad Bolívar, Venezuela med en samling av hans arbete. Den venezuelanska arkitekten Carlos Raúl Villanueva ritade byggnaden för museet och den italienska opkonstnären Getulio Alviani kallades att leda verksamheten. Till skillnad från konventionella konstgallerier, är ett stort antal utställda objekt kopplade till elnätet så att de kan röra sig.

## Representation
Verk av Jesús Rafael Soto ingår i samlingarna på
- Museum of Modern Art,[1] New York
- Moderna museet[2]
- Solomon R. Guggenheim Museum, New York
- Blanton Museum of Art, Austin
- Tate Gallery, London
- Stedelijk Museum, Amsterdam
- Museum Boymans-vanBeuningen, Rotterdam
- Royal Museum of Fine Arts in Belgium, Bryssel
- Museo Nacional de Bellas Artes, Buenos Aires
- Jesús Rafael Soto Museum of Modern Art, Ciudad Bolívar, Venezuela
- Museo de Bellas Artes, Caracas
- Musée d'Art Moderne de la Ville de Paris, Paris
- Hara Museum of Contemporary Art, Tokyo
- Musei Vaticani, Vatikanen